# Murad Umachanov
Murad Umachanov, född den 3 januari 1977 i Dagestan, Sovjetunionen, är en rysk brottare som tog OS-guld i fjäderviktsbrottning i fristilsklassen 2000 i Sydney.